# 日出繞道
日出繞道（日语：／ Hiji baipasu */?）為東九州自動車道連接速見交流道與日出交流道，總長9.0公里的快速道路，路線名為國道10號。全線由西日本高速公路以一般收費道路型式管理，同時為全國路線網的一環。在日出交流道與連接的大分機場道路共同構成地域高規格道路大分機場道路。
高速公路路線編號與大分機場道路共同被編為 E97 。

## 概要
- 起點：大分縣速見郡日出町南畑字札之辻4927番地之267（速見交流道）
- 終點：大分縣速見郡日出町藤原字里2353番地之10（日出交流道）
- 全長：9.0km
- 規格：第1種第3級
- 設計速度：80km/h
- 道路收費期限：2050年（平成62年）8月15日

## 歷史
- 2002年3月30日：全線開通。
- 2010年2月2日：被指定為高速公路免費化社會實驗指定公路之一。

## 交流道
| 交流道 編號                                        | 設施名     | 連接路線名                                            |
| -------------------------------------------------- | ---------- | ----------------------------------------------------- |
| 13                                                 | 速見交流道 | E10 東九州自動車道（宇佐別府道路） 縣道24號日出山香線 |
| 1                                                  | 日出交流道 | 国道10号                                              |
| E97 國道213號大分機場道路延伸部 藤原系統交流道方向 |            |                                                       |

## 路線狀況

### 通行費
2009年7月起的收費。
- 小型汽車等：250日圓
- 普通車：300日圓
- 中型車：350日圓
- 大型車：500日圓
- 特大車：850日圓

### 利用日出繞道時的通行費徵收方法
日出交流道未設置收費站。
經日出繞道利用東九州自動車道
於速見交流道內入手通行券（上載「速見本線」），抵達目的地離開高速公路時合併徵收日出繞道的通行費。
經東九州自動車道利用日出繞道
從出發地道速見交流道為止的通行費與日出繞道的通行費合併徵收。
僅利用日出繞道
上下線皆於速見交流道徵收通行費。

### 交通量
24小時交通量（台）　道路交通調查
| 区間                    | 平成17（2005）年度 | 平成22（2010）年度 | 平成27（2015）年度 |
| ----------------------- | ------------------ | ------------------ | ------------------ |
| 速見交流道 - 日出交流道 | 3,082              | 5,600              | 4,455              |

（出典：「平成22年度道路交通調查（页面存档备份，存于）」・「平成27年度全国道路・街路交通情勢調査（页面存档备份，存于）」（自国土交通省網頁摘取資料作成）

## 外部連結
- 西日本高速道路株式會社（页面存档备份，存于）
- 西日本高速道路株式會社九州分社（页面存档备份，存于）
- 西日本高速道路株式會社 大分高速道路事務所
- 國土交通省 九州地方整備局 大分河川國道事務所（页面存档备份，存于）